# Andapafito
Andapafito è una città e comune del Madagascar situata nel distretto di Soanierana Ivongo, regione di Analanjirofo. 
La popolazione del comune rilevata nel 2001 era pari a 16 000 unità.